# Cimetière américain de Suresnes
Ne doit pas être confondu avec Cimetière du Mont-Valérien.
Le cimetière américain de Suresnes (en anglais : Suresnes American Cemetery and Memorial) est un cimetière militaire américain, situé boulevard Washington à Suresnes (Hauts-de-Seine), sur la pente du mont Valérien faisant face à Paris.
Il accueille, sur une superficie de plus de trois hectares, les sépultures de 1 541 militaires américains morts pendant la Première Guerre mondiale et de 24 soldats inconnus morts pendant la Seconde Guerre mondiale, soit 1565 sépultures. En outre, un « mur des disparus » perpétue la mémoire de 974 disparus en mer ou sur les champs de bataille durant la Première Guerre mondiale. Des rosettes ont été placées devant les noms d'anciens disparus retrouvés ultérieurement.
Il est le seul cimetière militaire américain d'Europe qui associe les deux guerres mondiales. Le terrain a été « concédé gratuitement à perpétuité par la Ville de Suresnes au nom du peuple français ».

## Histoire

### Première Guerre mondiale
En 1915, sous la pression de l'opinion publique, le Grand Quartier général renonce au projet d'enterrer les morts du conflit dans des fosses communes, privilégiant désormais les tombes individuelles.
Le 28 septembre 1917, soit deux mois avant les premiers combats des troupes américaines, la préfecture de la Seine contacte le maire de Suresnes Victor Diederich. Elle l'informe que les États-Unis, anticipant les pertes humaines inhérentes au conflit, est à la recherche d'un terrain situé à proximité de Paris, où pourrait être aménagé un cimetière. En effet, les blessés évacués dans des hôpitaux parisiens et qui y mourraient auraient besoin d'une sépulture proche. Le cimetière de Suresnes est ainsi original puisqu'il n'est pas situé près des champs de bataille, contrairement à la plupart de ceux de la Première Guerre mondiale,.

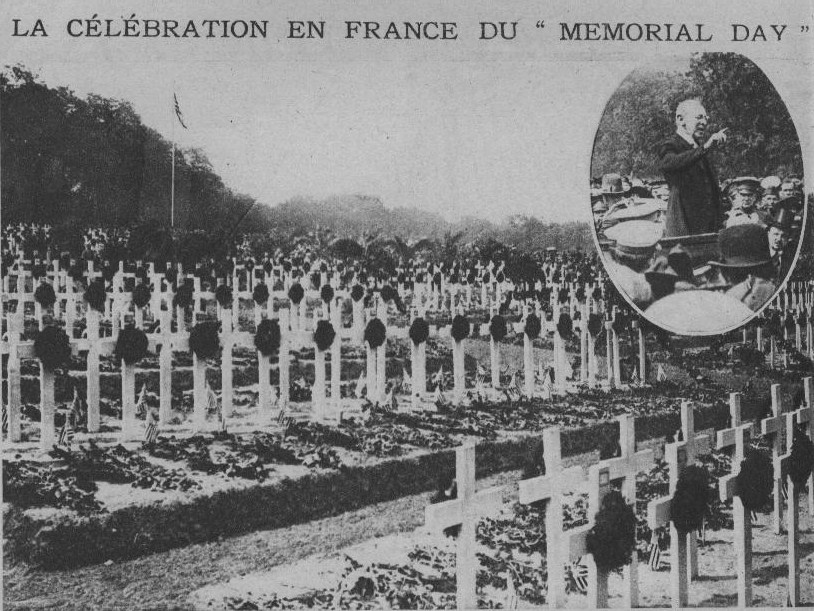
Les premières croix, en bois.

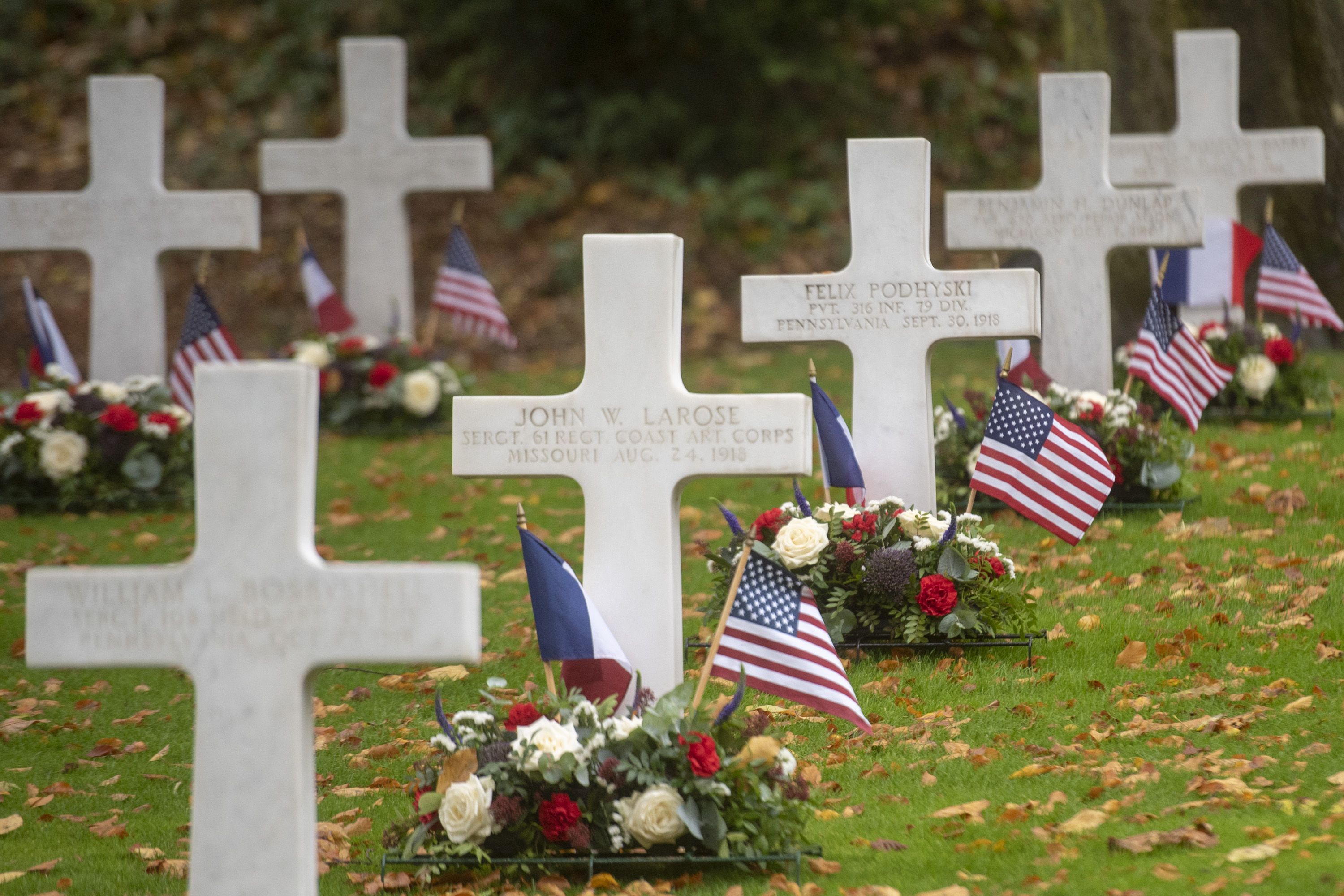
Détail de croix en marbre.

Immédiatement, la municipalité de Suresnes accepte et accorde gratuitement 3 600 m² de la propriété communale du Tertre et des Terres Blanches, un terrain en pente situé sur les coteaux du mont Valérien, où se trouve une source qui fut exploitée jusqu'aux années 1900,. La délibération municipale indique qu'il s'agit d'« y fonder la sépulture des soldats américains morts pour la France ». Le terrain est donné à perpétuité aux États-Unis, une condition précisant toutefois que le terrain reviendrait à la commune au cas où les sépultures seraient déplacées ou que le cimetière serait désaffecté. Le service funéraire de l’armée américaine (Graves Registration Service of the Army Quartermaster Corps) est chargé de l'aménagement du cimetière,.
Il est officiellement inauguré par le président Woodrow Wilson lors de la journée Memorial Day, le 30 mai 1919, en présence du général Pershing et du maréchal Foch. 1141 sépultures s'y trouvent, matérialisées par des croix blanches, en bois à l'origine et remplacées depuis par du marbre blanc d'Italie. Sur quelques-unes figurent des étoiles de David, pour les soldats juifs. Il s'agit de soldats morts au combat, de blessures mais surtout victimes de la grippe espagnole de 1918-1919 (on estime à 60 % les personnes enterrées au cimetière américain en raison de cette pandémie). Ce sont principalement des hommes, mais on compte aussi les sépultures de sept infirmières,, de même que celle d'Inez Crittenden, l'une des dirigeantes des Hello Girls, le service des opératrices téléphoniques américaines de la Première Guerre mondiale.
Y est notamment inhumé le diplomate et journaliste Willard Dickerman Straight (en) (1880-1918), qui couvrit la guerre russo-japonaise de 1905, fut secrétaire du consul américain à Séoul, attaché diplomatique en Mandchourie, un temps fiancé à Ethel Roosevelt Derby (en), la fille du président Theodore Roosevelt, reporter à Cuba puis en Chine, engagé comme major durant la Grande Guerre, décoré de l'Army Distinguished Service Medal et qui meurt de la grippe espagnole alors qu'il travaillait à la conférence de paix de Paris.
La voie routière qui passe devant le cimetière, initialement appelée « route stratégique », est renommée boulevard Washington en hommage au premier président américain George Washington.

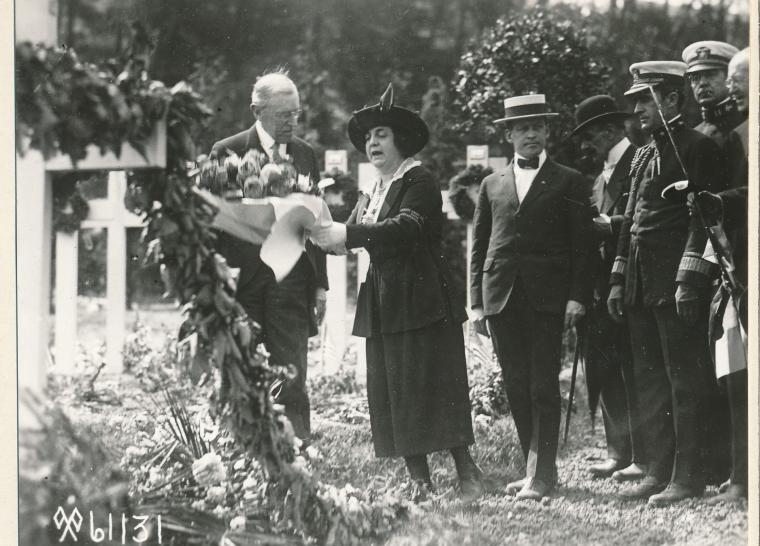
Le président américain Woodrow Wilson et la Première dame Edith Wilson inaugurant le cimetière américain (1919).
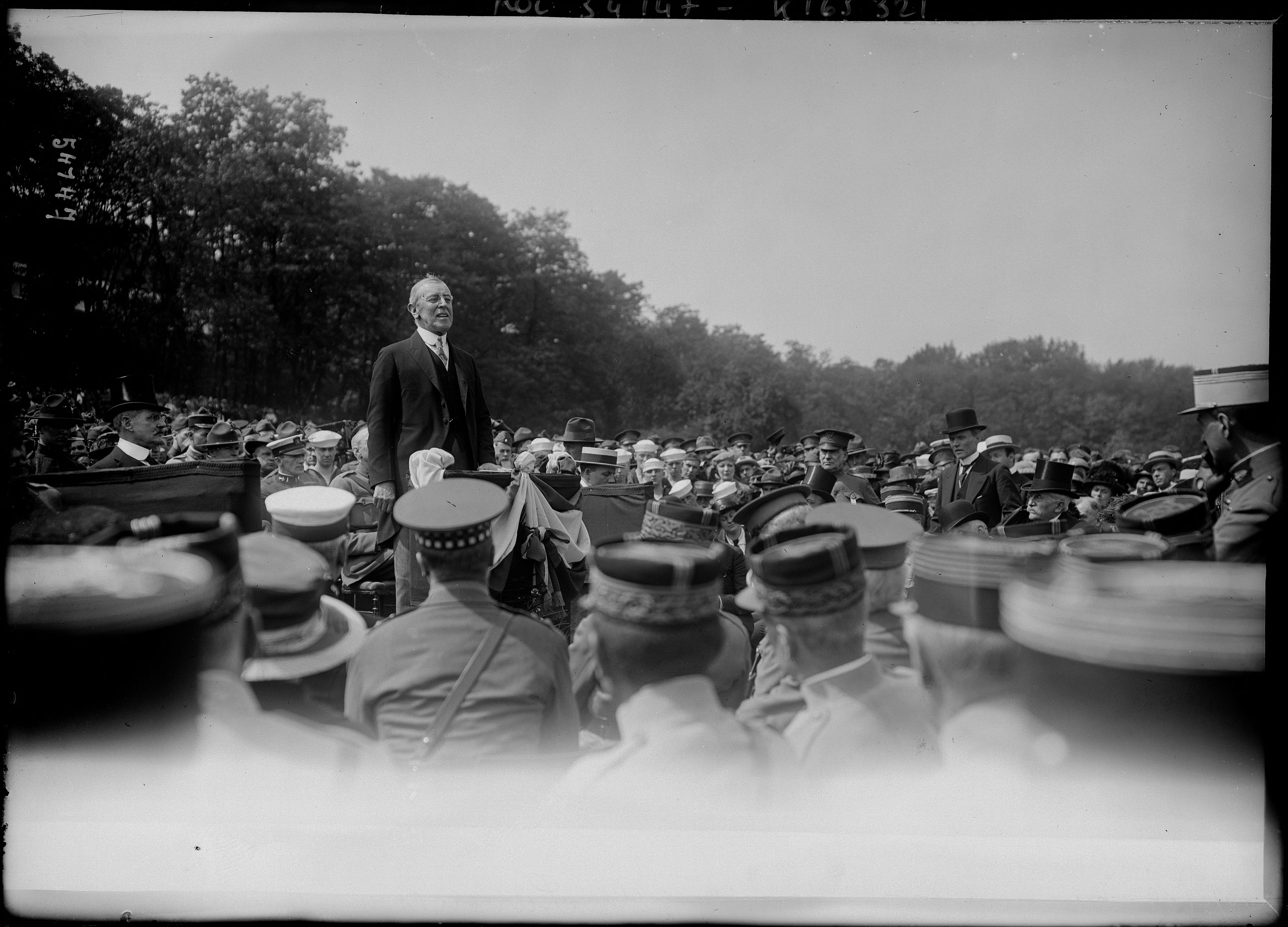
Woodrow Wilson prononçant un discours.
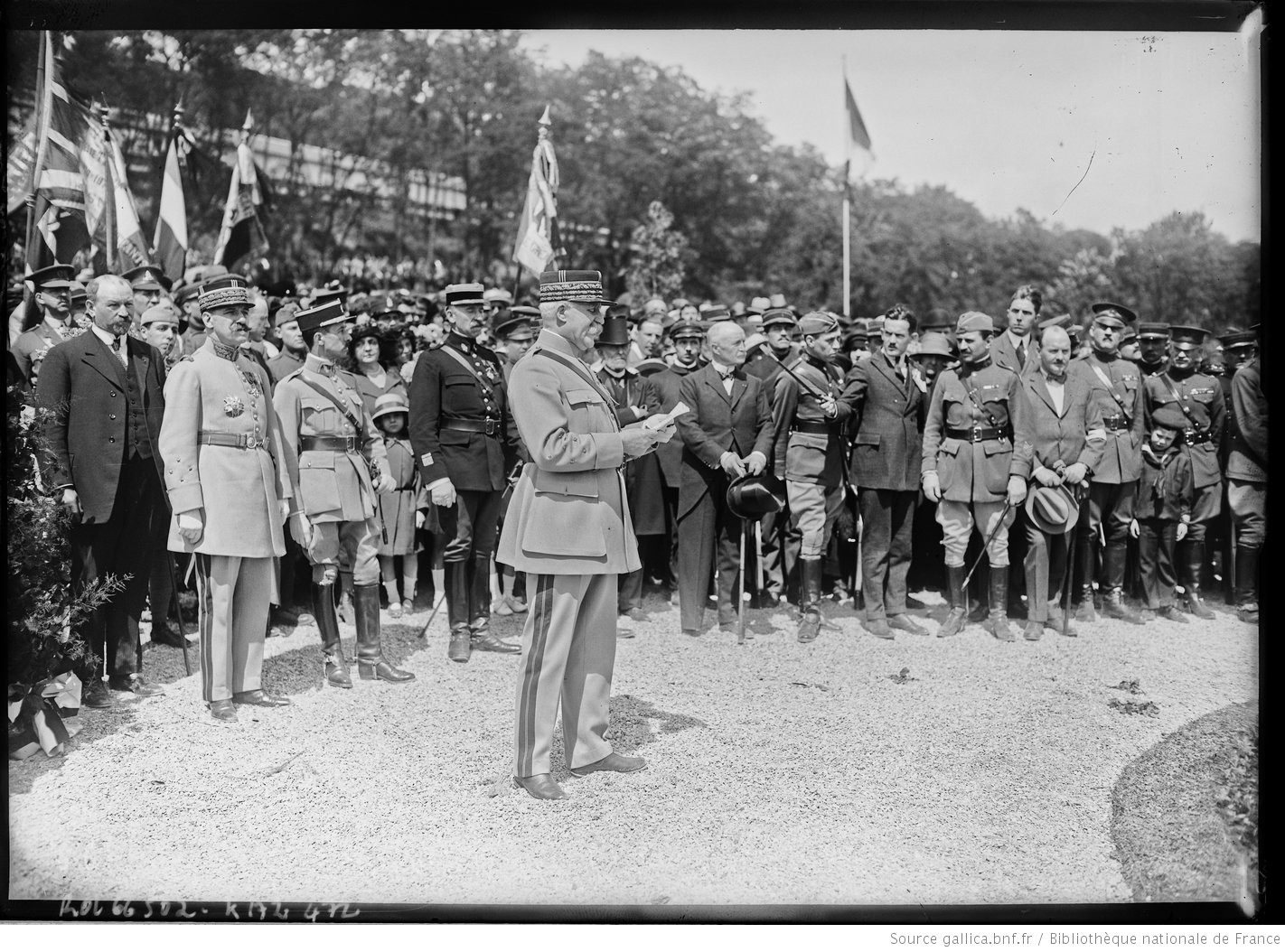
Le maréchal Philippe Pétain (1921).
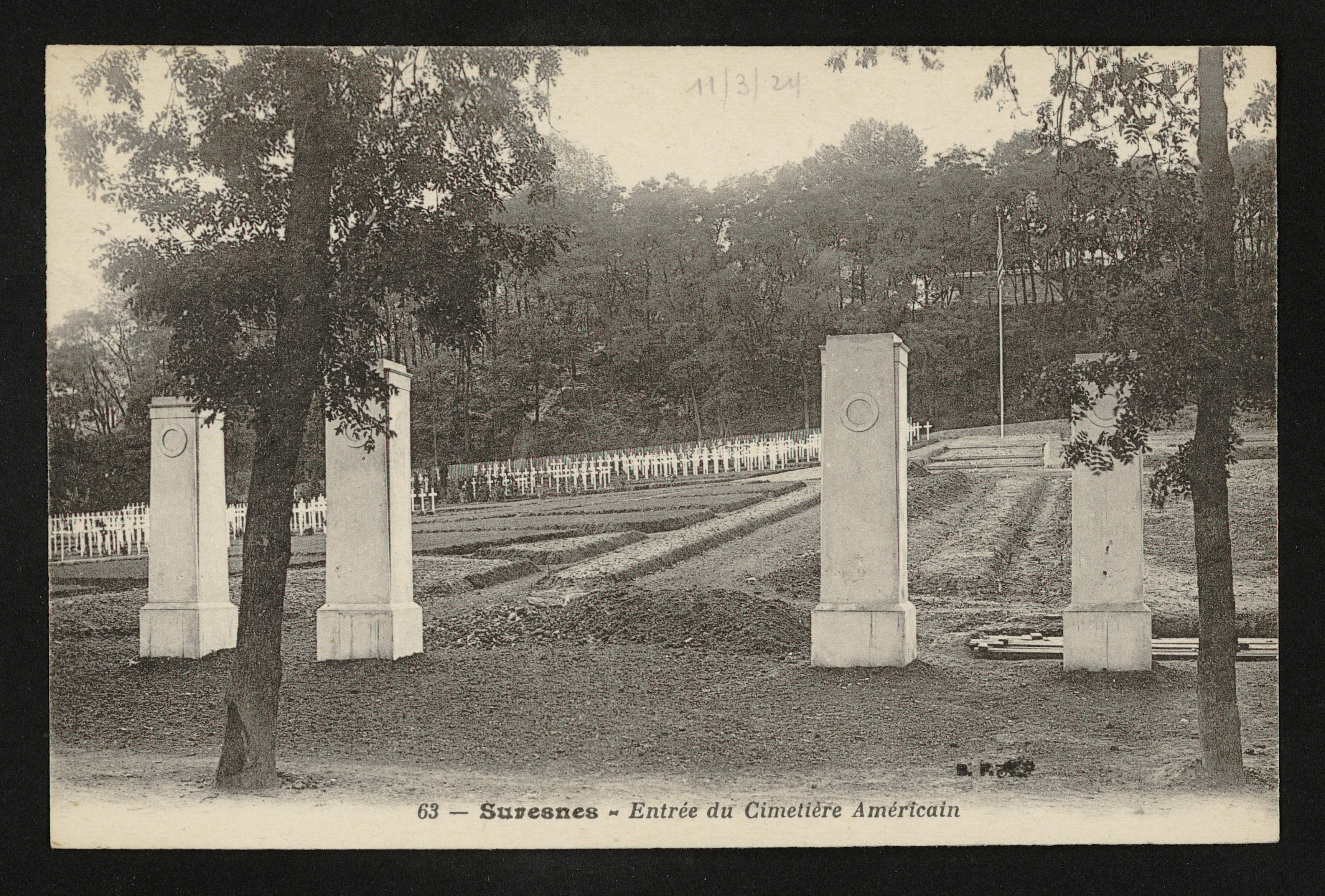
Le cimetière en 1919. Le portail n'est pas terminé[Note 1], la chapelle n'est pas encore construite.

### Nouveaux aménagements, Seconde Guerre mondiale et mémoire

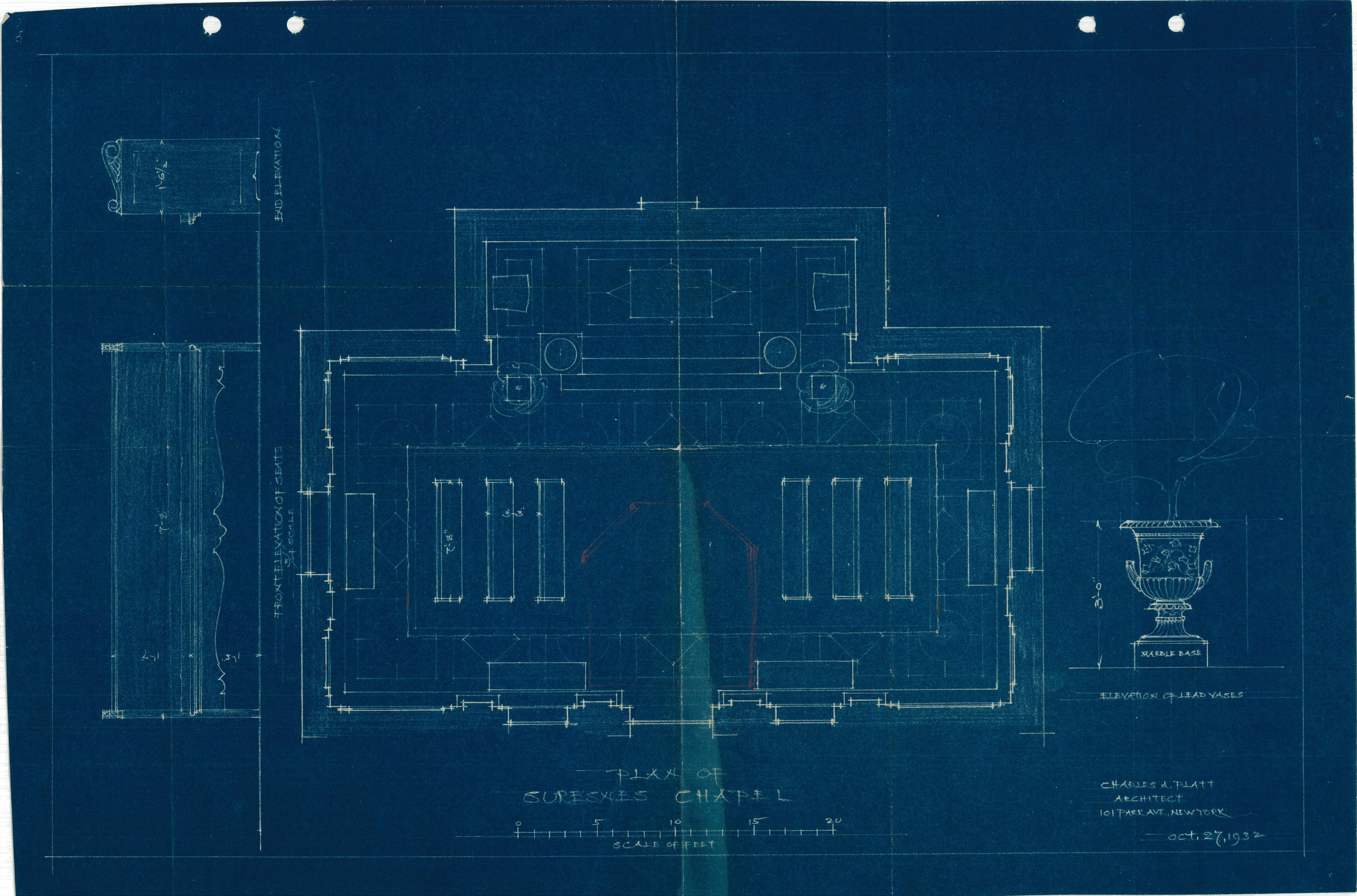
Plan de la pièce centrale de la chapelle, à laquelle sera adjointe de chaque côté une loggia poursuivie d'une salle.

À sa création en 1923, l'American Battle Monuments Commission prend en charge la gestion du cimetière de Suresnes. Jacques Gréber, qui a participé comme architecte-paysagiste à l'ordonnancement de trois autres cimetières américains en France, est chargé des travaux complémentaires sur le site. Achevée en 1932, une chapelle est édifiée en surplomb des sépultures, selon les plans de l'architecte américain Charles Adams Platt,,. La fresque en mosaïque derrière l'autel, La Paix, est l'œuvre de Barry Faulkner.
La partie dédiée à la Seconde Guerre mondiale est inaugurée en 1952 lors d'une grande cérémonie dirigée par le général George Marshall, alors président de l'American Battle Monuments Commission. 24 corps de soldats américains inconnus y sont inhumés. Le général inaugure aussi les ajouts architecturaux réalisés par les fils de l'architecte Charles Platt, William et Geoffrey Platt, qui réalisent les loggias attenantes à la chapelle, ainsi que des salles mémorielles décorées de sculptures et parcourues d'inscriptions gravées,.
La chapelle accueille aussi, de part et d'autre de l'autel, deux « murs des disparus », où sont gravés sur des tablettes de bronze les noms de 974 soldats de la Première Guerre mondiale jamais retrouvés, sur mer, sur terre ou dans les airs, la majorité lors de l'offensive Meuse-Argonne (1918).
Le cimetière américain de Suresnes est l'un des onze cimetières américains situé sur le sol français, lesquels abritent au total les dépouilles de 69 629 soldats américains des deux guerres mondiales. C'est l'un des plus petits mais le seul à couvrir les deux conflits.
Le 14 juin 2008, le président George W. Bush visite le cimetière, avant de se rendre à la forteresse du Mont-Valérien adjacente, où les nazis exécutèrent plus d'un millier de résistants français durant la Seconde Guerre mondiale. Le 11 novembre 2018, à l'occasion du centenaire de l'armistice de 1918, le président Donald Trump vient se recueillir au cimetière,. Le 10 novembre 2021, la vice-présidente Kamala Harris fait de même.

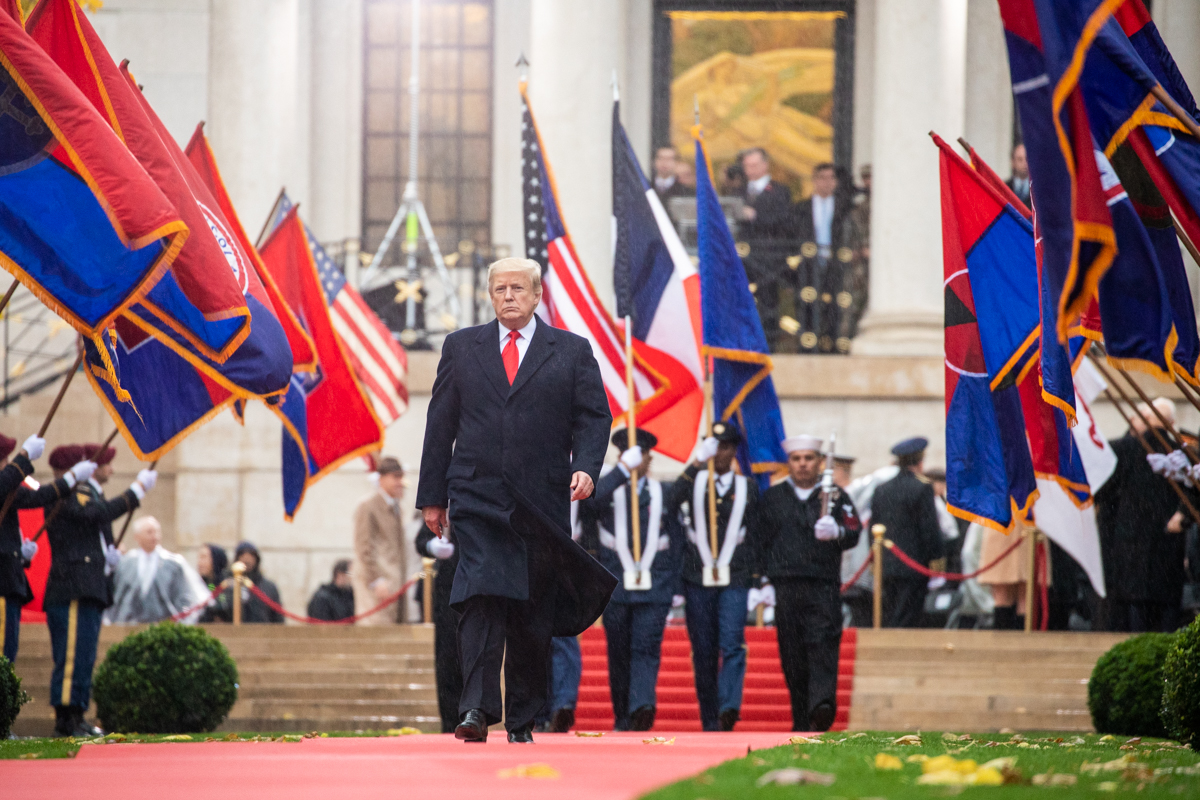
Le président américain Donald Trump (2018).
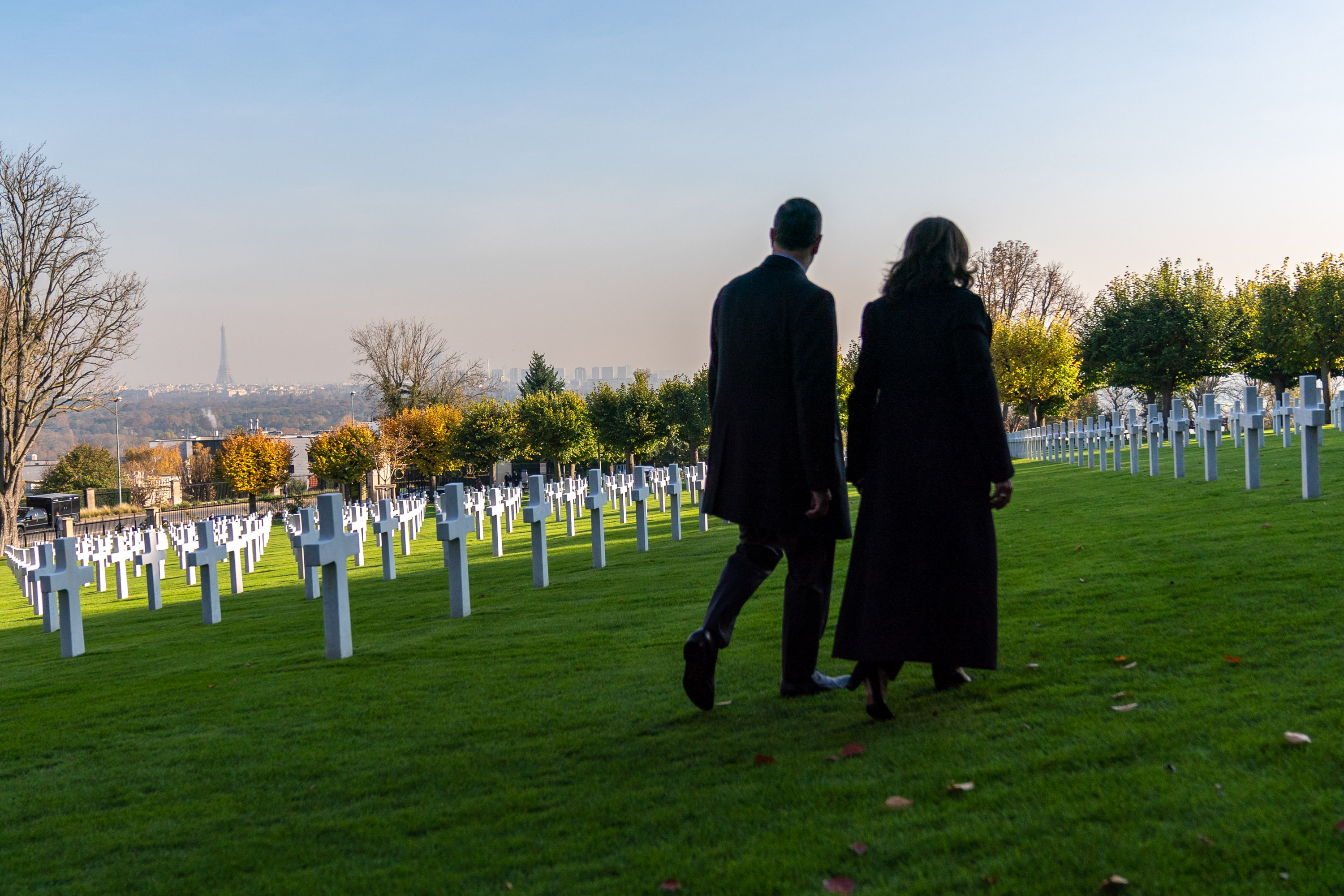
La vice-présidente américaine Kamala Harris (2021).

## Visite
Le cimetière se visite gratuitement ; des visites guidées sont possibles après demande à l'accueil. Il est ouvert tous les jours de 9 h à 17 h, sauf le 25 décembre et le 1er janvier.
Situé sur le versant est du mont Valérien, 123 boulevard Washington, il est accessible par le Transilien (arrêt Suresnes-Mont-Valérien, suivre ensuite la rue du Calvaire), la ligne 2 du tramway (arrêt Suresnes-Longchamp, suivre ensuite la rue Cluseret et la rue des Terres-Blanches) ou par le bus (lignes 160, 241, 360, 563, arrêt Cluseret-Hôpital-Foch). En voiture, passé le pont de Suresnes, des panneaux bleus indiquant « American Military Cemetery & Memorial » sont installés.

## Galerie

Extérieur
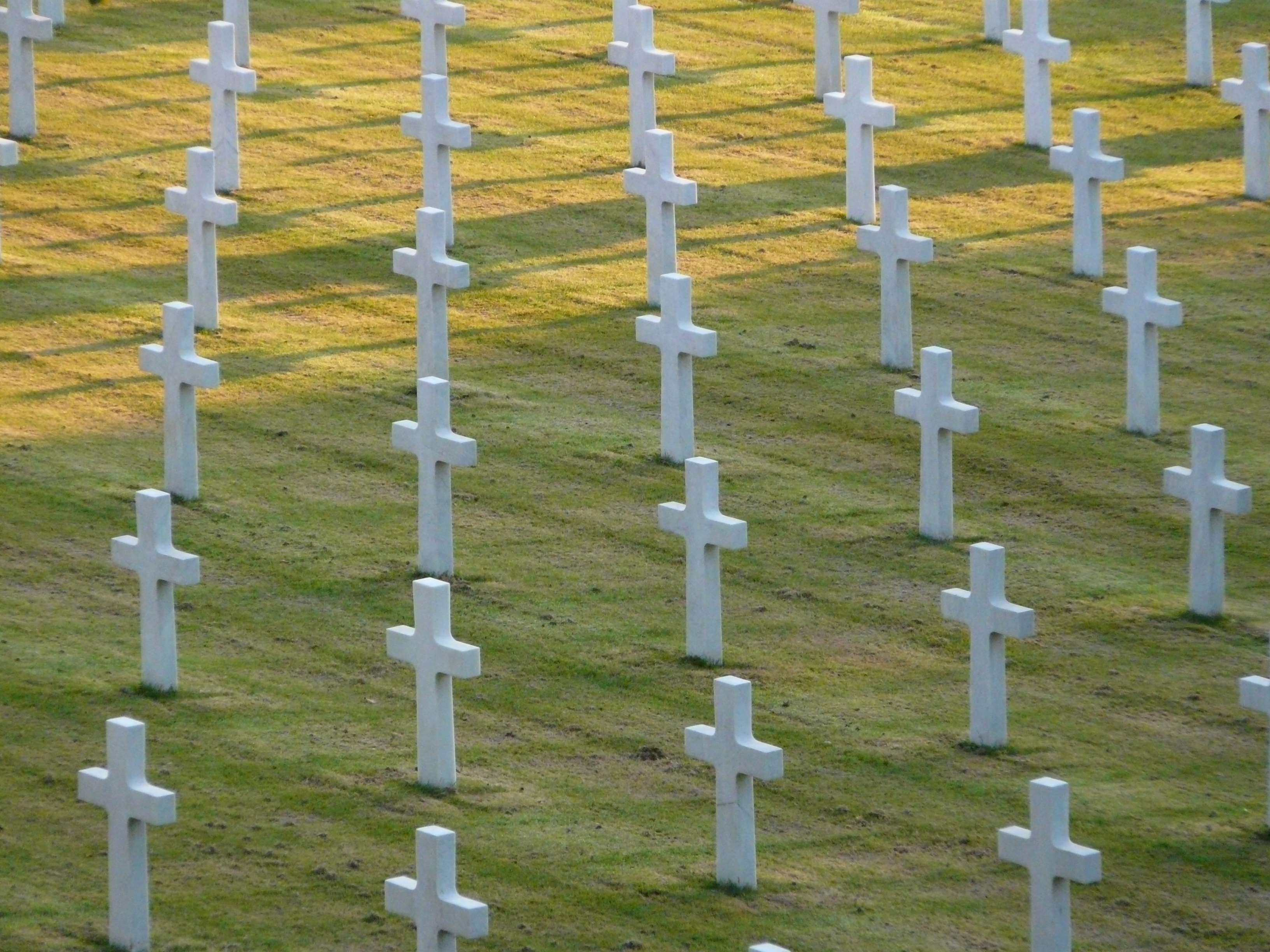
Croix du cimetière depuis les hauteurs du mont Valérien.
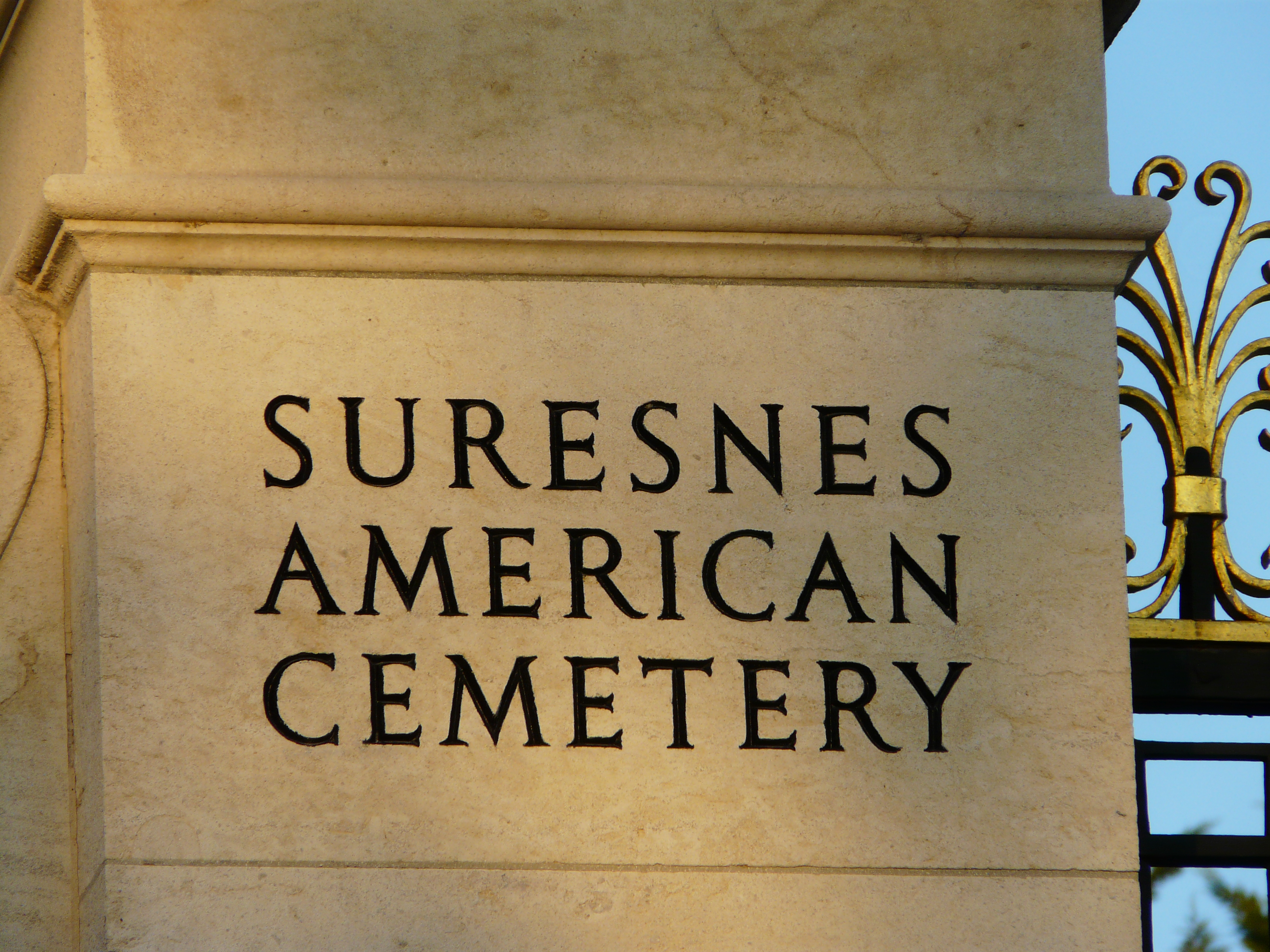
Inscription sur les piliers à l'entrée du cimetière.
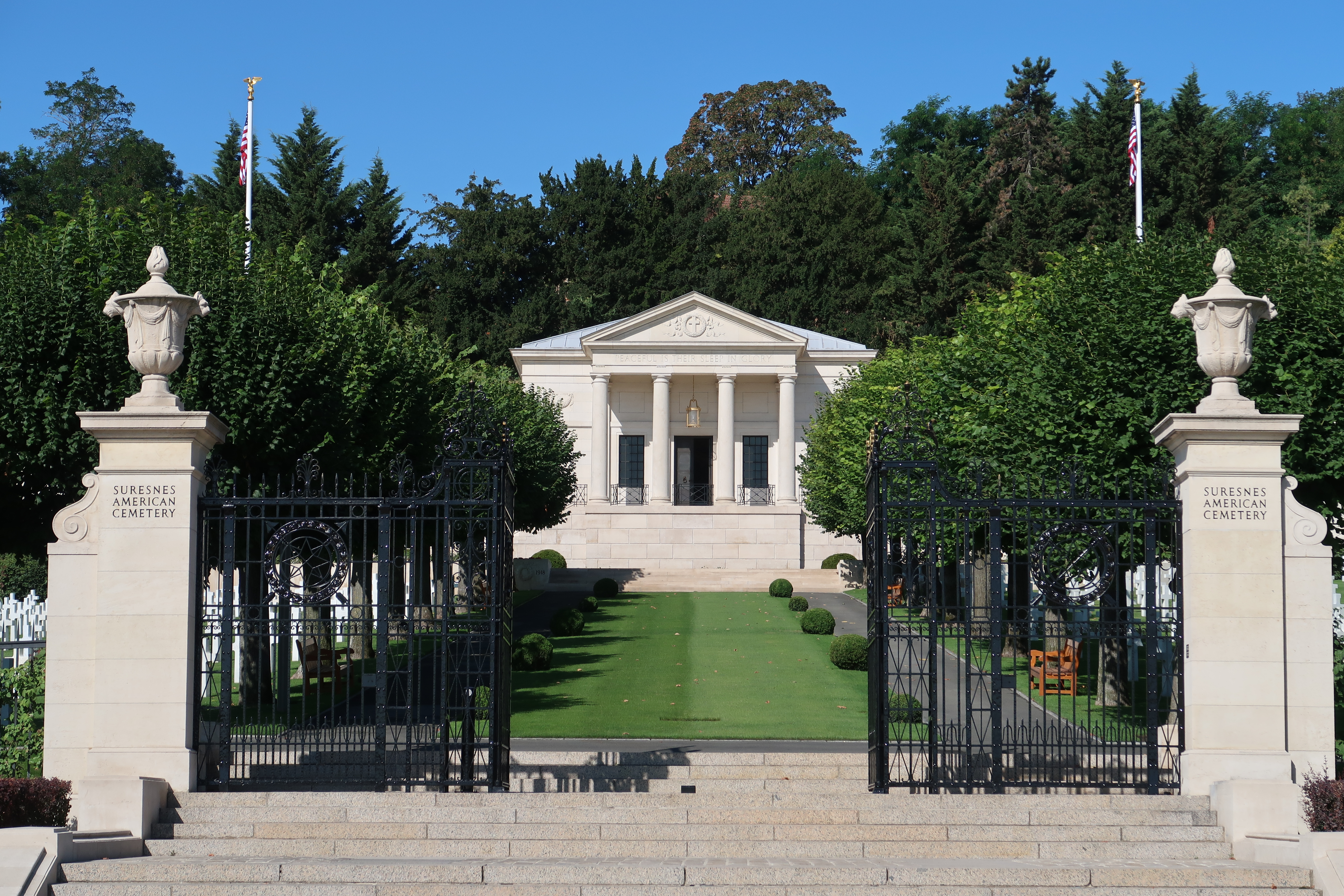
Entrée du cimetière.
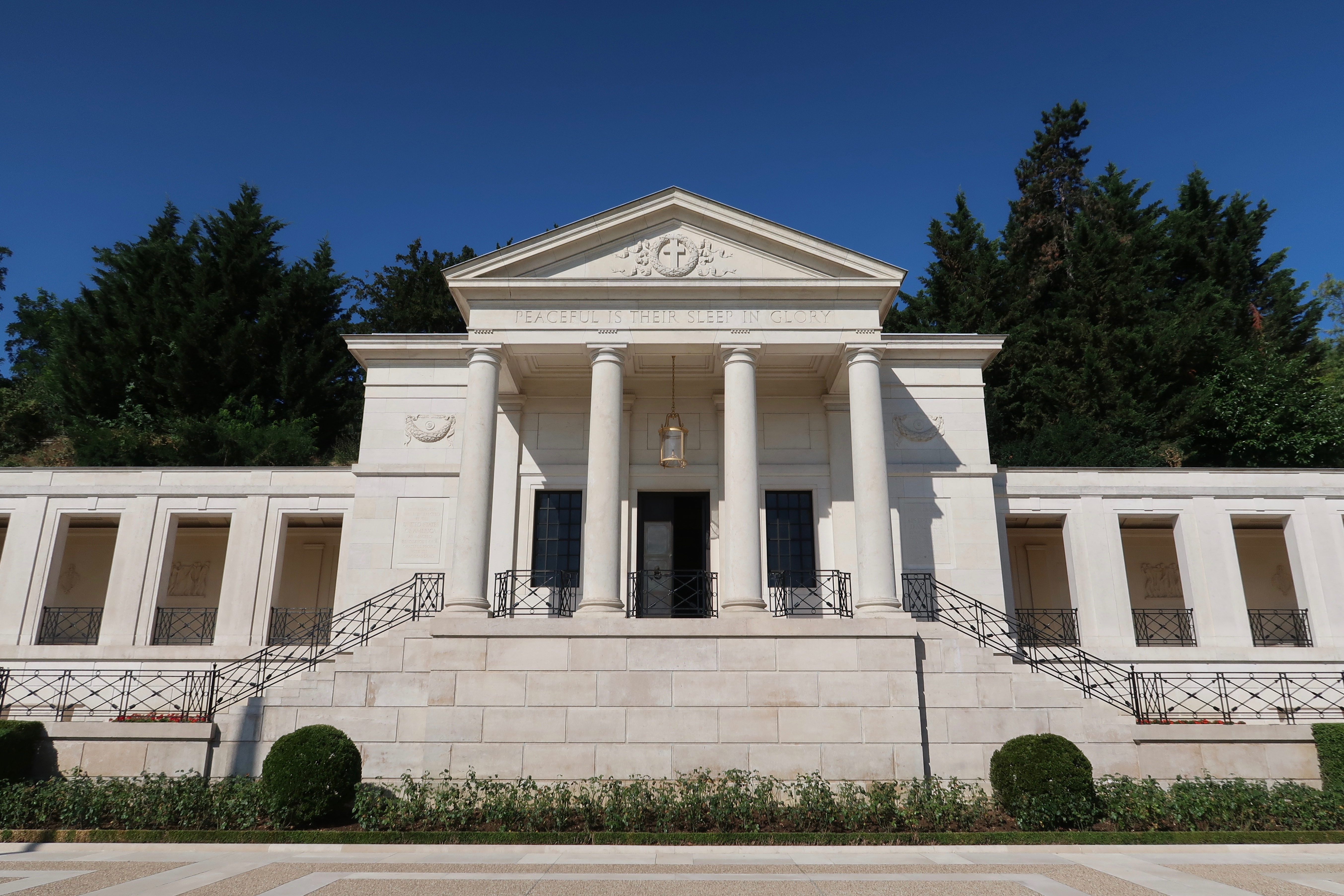
Chapelle avec l'inscription du fronton : « Peaceful in their sleep in glory » (traduction : « Paisibles dans leur sommeil de gloire »).
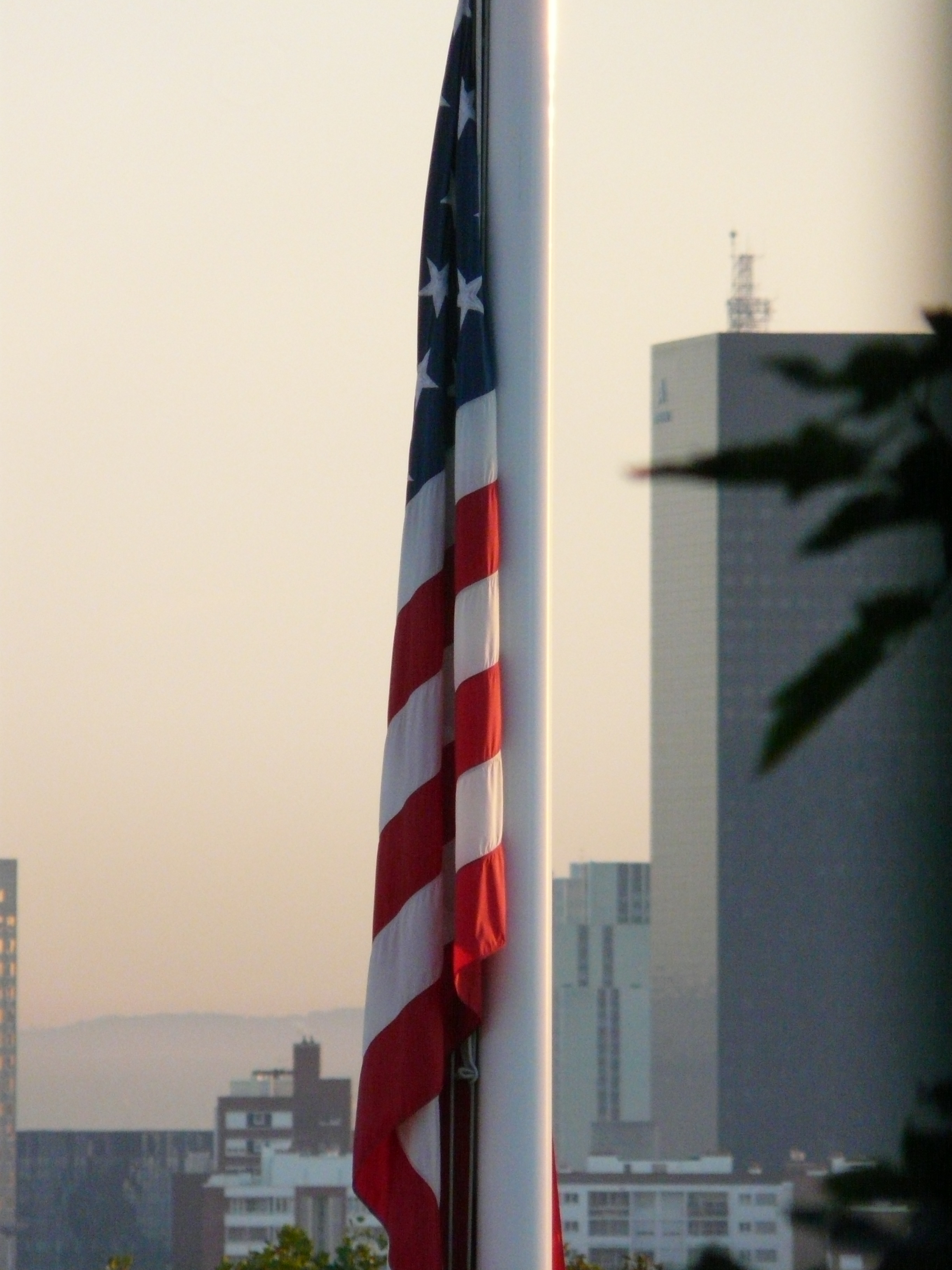
Drapeau américain du cimetière.
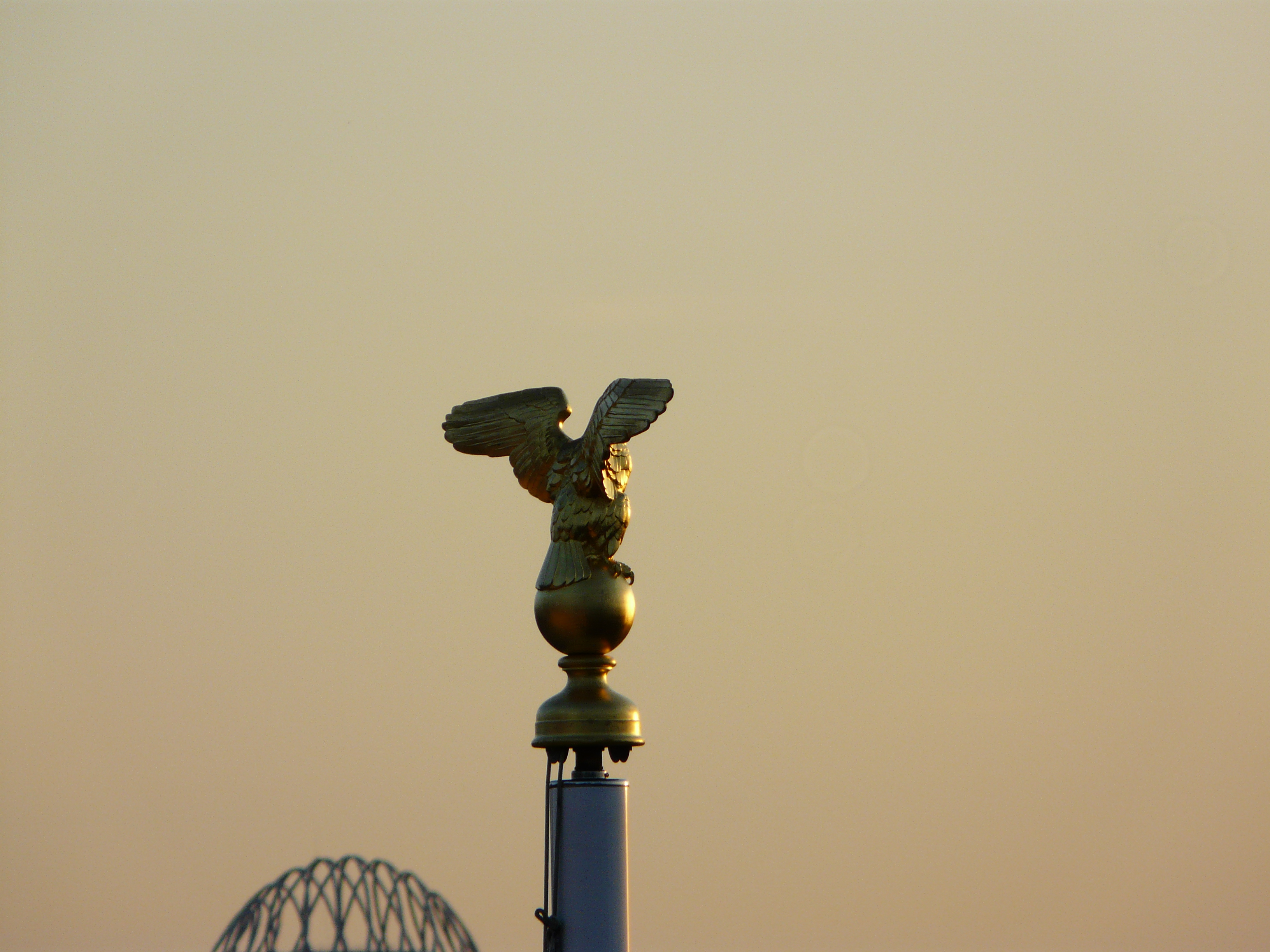
Aigle installé en haut d'un des mâts du cimetière, vu de dos.
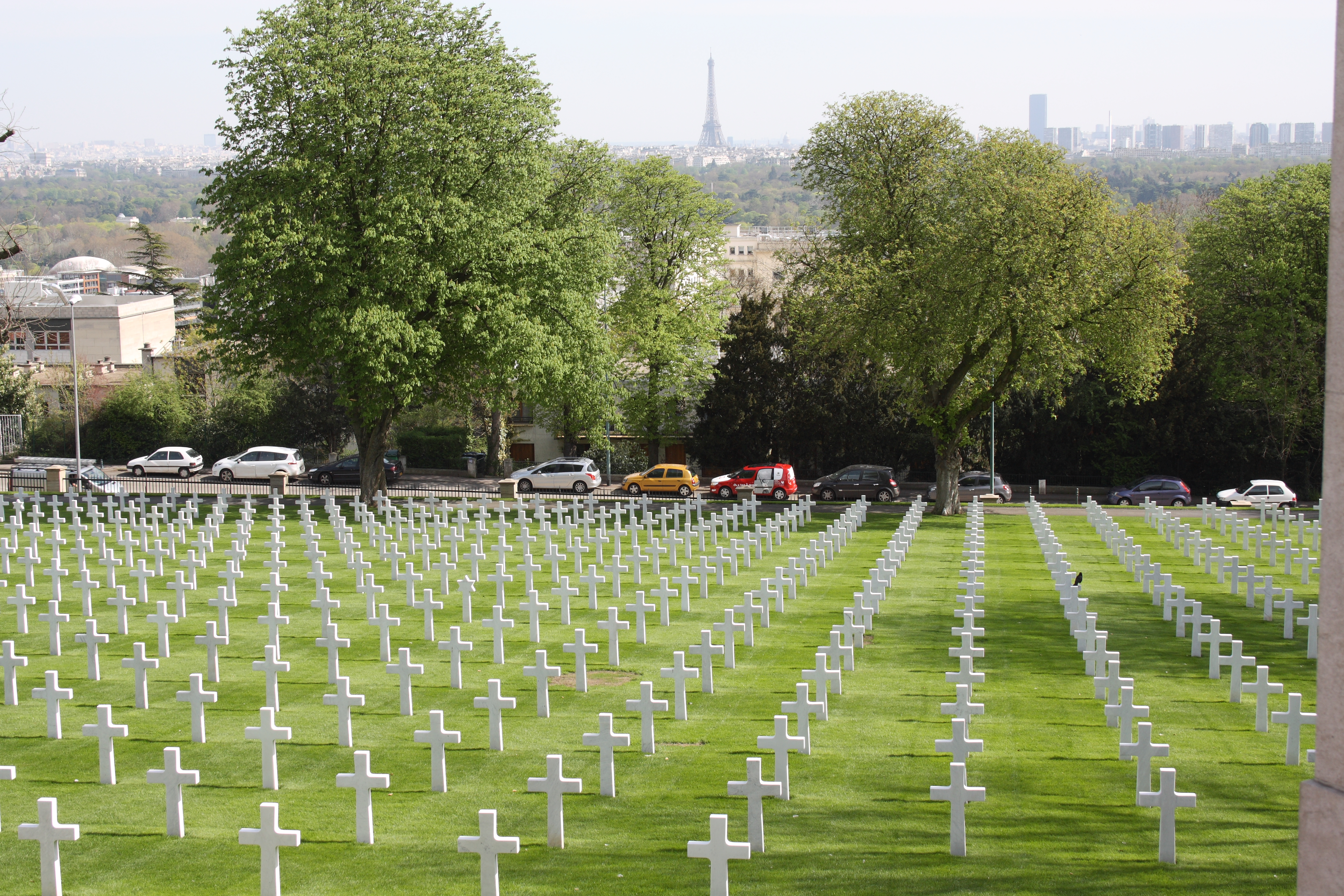
Vue vers Paris et la tour Eiffel.
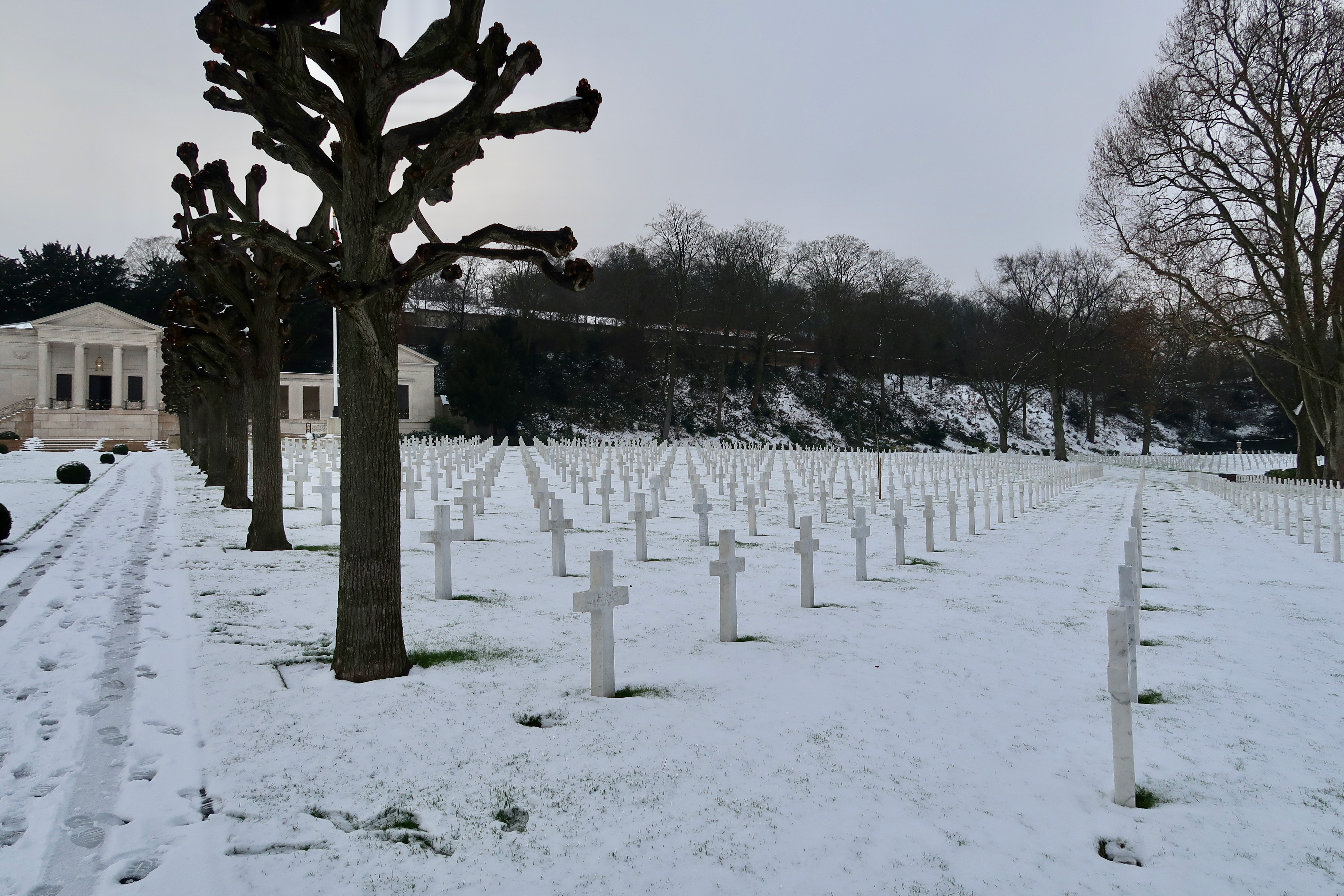
Sous la neige.

Intérieur de la chapelle
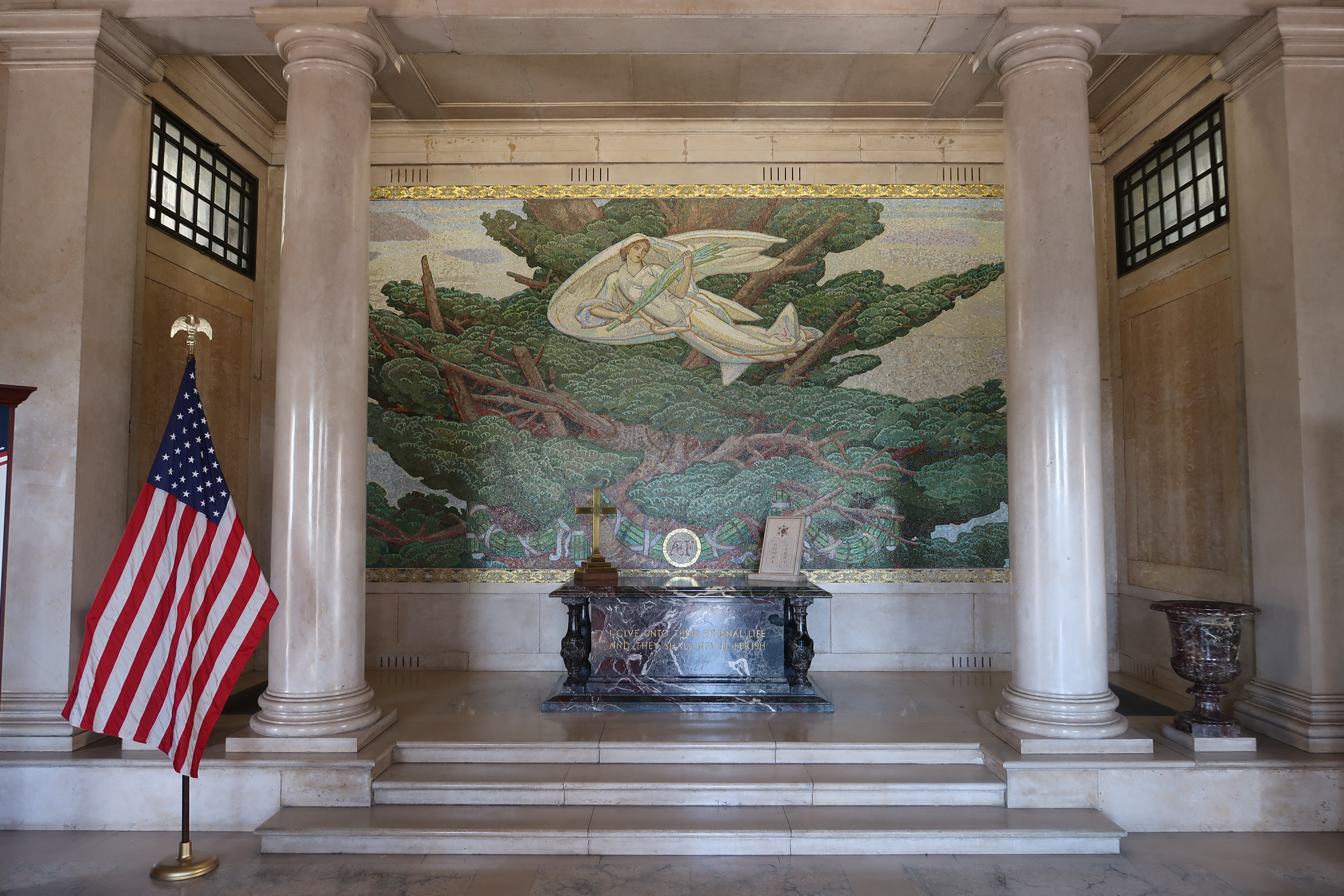
Autel central avec une fresque en mosaïque de Barry Faulkner.
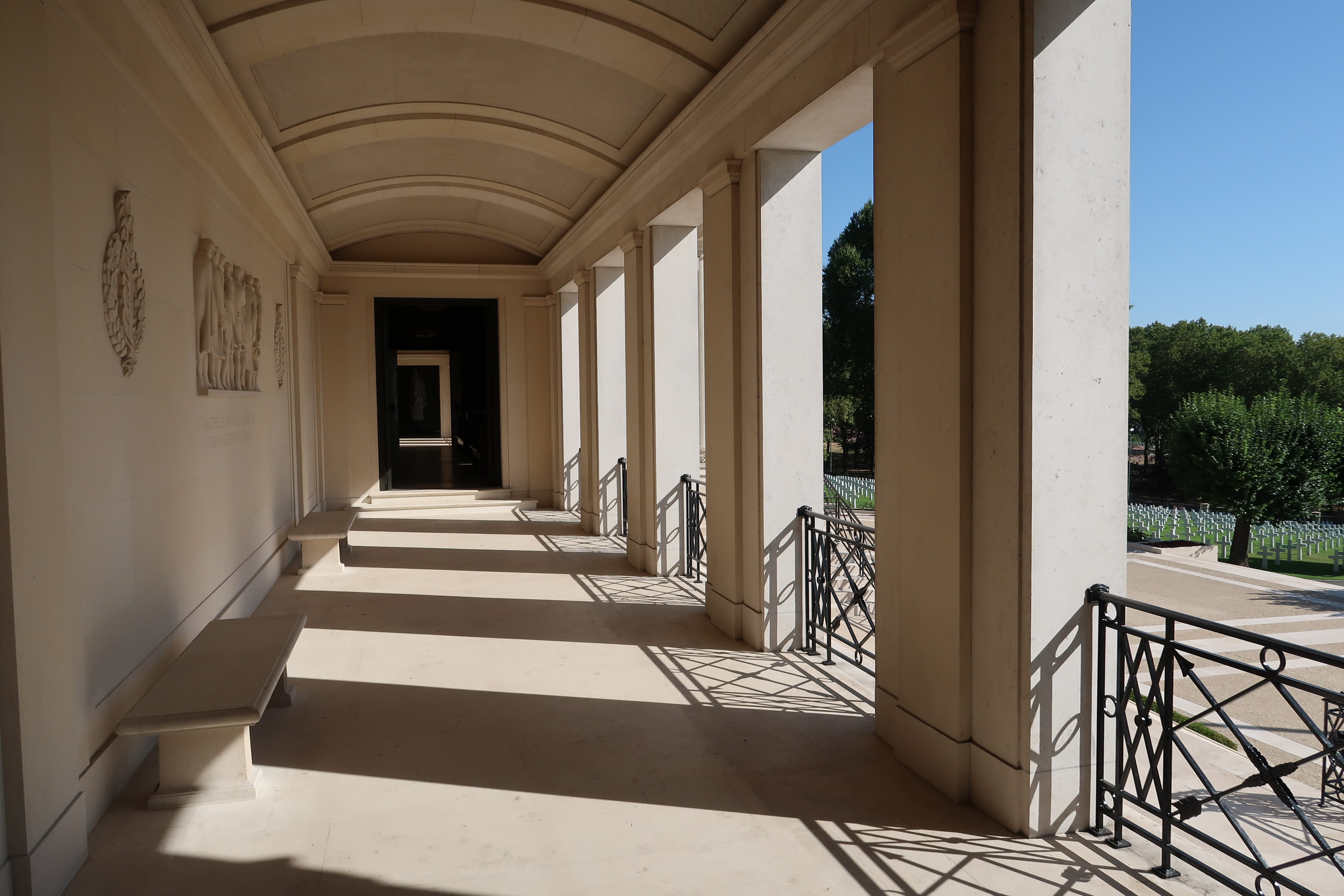
Galerie ouest.
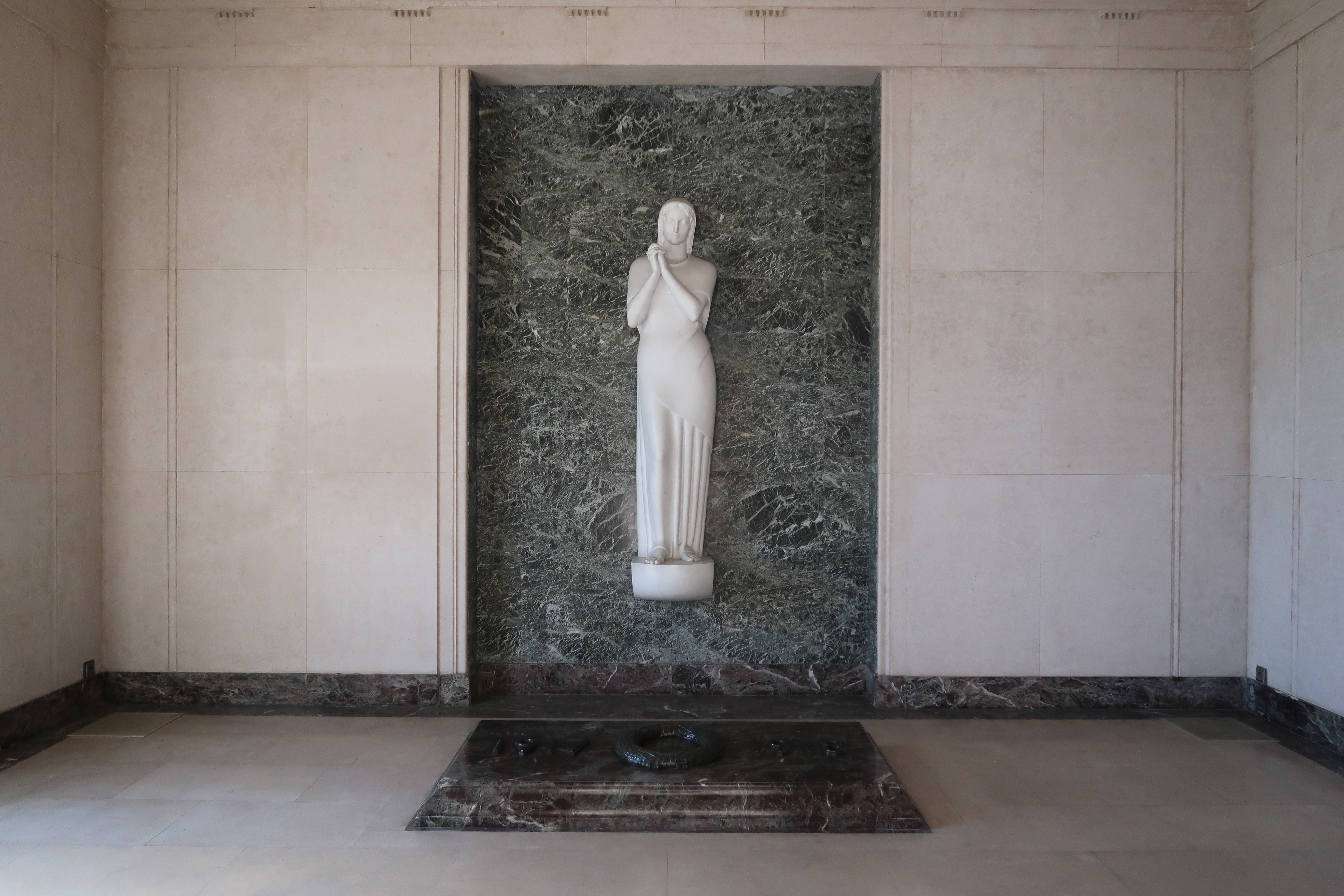
Statue dans l'aile ouest.
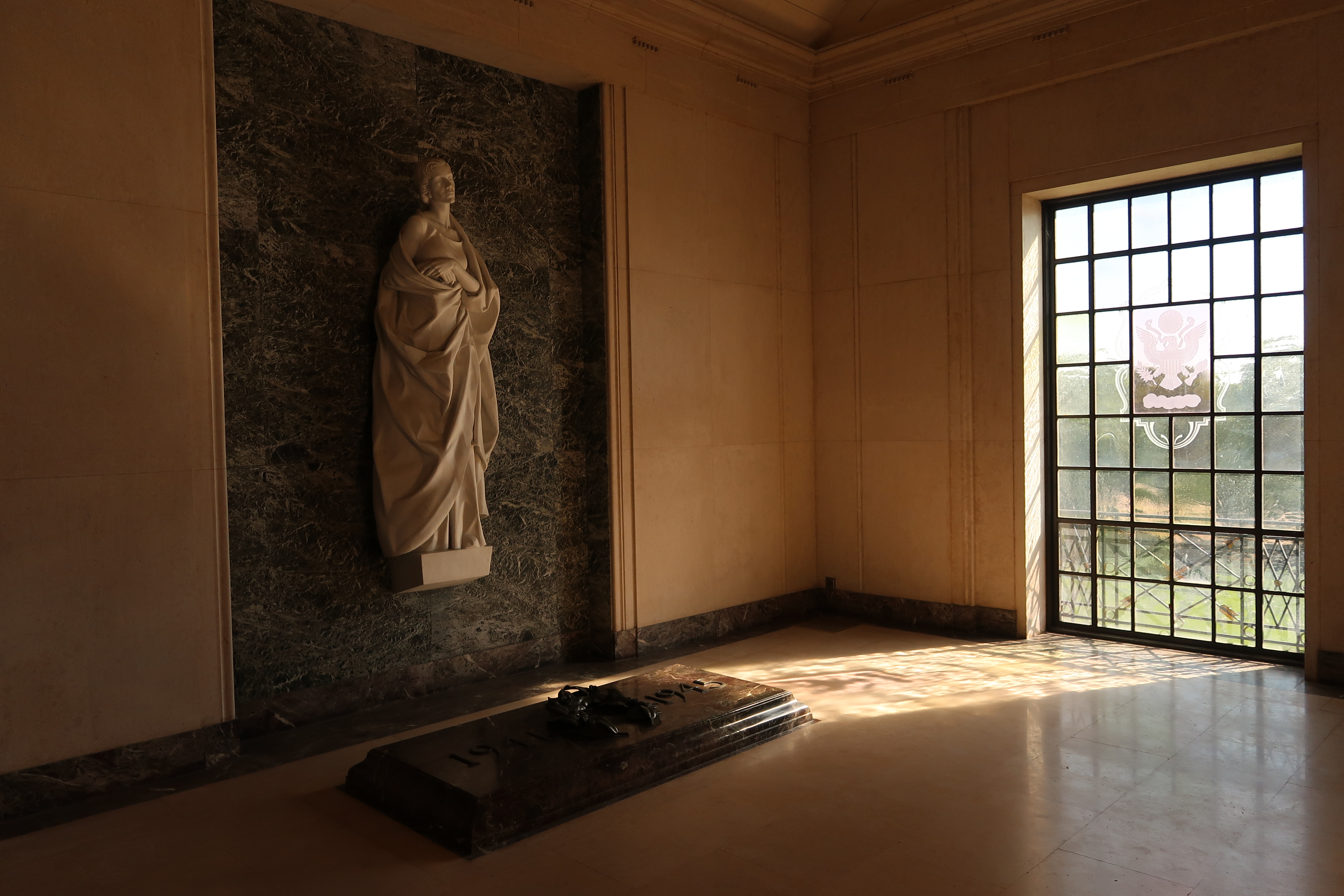
Statue dans l'aile est.